# Thorsten Wien
Thorsten Wien (* 4. Dezember 1969 in Hamburg) ist ein deutscher Schauspieler und Filmemacher.

## Leben
Thorsten Wien absolvierte nach dem Abitur am Gymnasium Christianeum und einer Zeit als Rettungsassistent bei dem Arbeiter-Samariter-Bund eine Ausbildung an der Stage School in Hamburg. Nach einigen Auftritten in der freien Theaterszene und den ersten Fernsehrollen, unter anderem an der Seite von Heiner Lauterbach in der ZDF-Serie „Faust“, wurde er  durch seine durchgehende Rolle als Naturschützer Kai in der ZDF-Vorabendserie „Gezeiten der Liebe“ an der Seite von Rüdiger Joswig bekannt.
Mitte der 1990er Jahre erweiterte er sein Arbeitsfeld um Positionen hinter der Kamera, zog nach London und arbeitete als Regieassistent. Nach seinem Abschluss an der London Film School wurden seine Kurzfilme „Calus“ und „Small Killing“ auf  internationalen Film Festivals  gezeigt. Die Jahre 2007 bis 2009 verbrachte Thorsten Wien in Südafrika und war neben  Auftritten in internationalen Werbefilmen für  Holsten, Postbank, Nicorette und De Danske Bank außerdem Leiter der Schauspielabteilung der Filmschule AFDA in Kapstadt.
Nach seiner Rückkehr in seine Heimatstadt Hamburg 2009 gründete er die Produktionsfirma Hansafilm Production mit der angegliederten Hansafilm Academy und der Schauspielagentur Hansafilm Young Talents, um dann zusätzlich in 2010 den Aufsichtsratsvorsitz der MOM United AG und die Geschäftsführung der Visual Art Germany GmbH zu übernehmen.
Gleichzeitig steht er  auch vor der Kamera, hat unter der Regie von Daniel Krauss in dem Film „Wo es wehtut“ an der Seite von Antoine Monot jr. gespielt und ist unter anderem in der Hauptrolle des Paul Leinert in dem Film „Zerrumpelt Herz“ auf den Internationalen Filmfestspielen von Venedig 2014 und den Hofer Filmtagen zu sehen gewesen.

## Filmographie
Kino
- 1997 The Commissioner (Internationale Filmfestspiele Berlin)
- 2007 In the Name of …
- 2010 Wo es wehtut
- 2013 Zerrumpelt Herz  (Internationale Filmfestspiele von Venedig, Hofer Filmtage)

Fernsehen
- 1993 Faust (Fernsehreihe)
- 1994 Gezeiten der Liebe (Fernsehserie)
- 1995 Doppelter Einsatz (Fernsehserie)
- 1998 T.V. Kaiser (Fernsehserie)
- 1999 Höllische Nachbarn (Fernsehserie)
- 2002 Mord im Haus des Herrn (Fernsehfilm)
- 2012 SOKO Wismar

Kurzfilm
- 1992 Frisco
- 2011 Nicht therapiefähig
- 2014 Despot

Filme als Regieassistent
- 1997 The Commissioner (Internationale Filmfestspiele Berlin)
- 2010 Struensee (Fernsehfilm)

Filme als Regisseur
- 2008 Calus (Aarpa International Film Festival)
- 2008 Small Killing (Show of your Short Film Festival, Newport Beach Film Festival)